# Dendronephthya magnacantha
Dendronephthya magnacantha är en korallart som beskrevs av Nutting 1912. Dendronephthya magnacantha ingår i släktet Dendronephthya och familjen Nephtheidae. Inga underarter finns listade i Catalogue of Life.